# بياتريس كونسيويلو
بياتريس كونسيويلو (بالبرتغالية: Beatriz Consuelo‏) هي راقصة باليه ‏ برازيلية وسويسرية، ولدت في 23 ديسمبر 1932 في بورتو أليغري في البرازيل، وتوفيت في 7 مارس 2013 في جنيف في سويسرا.